# Aalsmeerse molen
Molen nummer 6 of Aalsmeerse molen is de molenstomp van een houten achtkantige poldermolen in de gemeente Zuidplas, de oudste vijzelmolen van Nederland. De molen hoort bij het dorp Moerkapelle en bevindt zich op Rottedijk 16. Hij is in 1652 gebouwd en werd de Aalsmeerse Molen genoemd, omdat hij vroeger in Aalsmeer stond. Zeker vanaf 1805 stond hij al in Moerkapelle, Piet Hertog was er toen molenaar; veel van zijn nakomelingen en aangetrouwde kinderen werden ook molenaar, tot in 1959 toe.
De molen is al direct bij de bouw uitgevoerd met een vijzel met een diameter van 1,52 meter en een spoed van 1,29 meter. Het was de ondermolen van een tweegang vijzelmolens, de andere is Molen nummer 5.

## Geschiedenis
De molen maalde het water uit de Wilde Veenen in de Rotte, maar ligt tegenwoordig niet meer aan die rivier. Op oude kaarten is te zien dat het vroeger wel het geval was. Toen er in 1926 een gemaal kwam, werd de molen afgeknot. Dat betekent dat de kap, de wieken en het pompsysteem werden verwijderd. Na de oorlog werd de molen in gebruik genomen als luchwachtpost. Daartoe werd het achtkant met ongeveer een meter verhoogd. Nu is de molen een woonhuis. Van alle zeven Wildeveense molens is deze molen het best bewaard gebleven.

## Overige
In 2008 is de molen gerestaureerd. Hierbij heeft de molen een nieuwe fundering gekregen en is hij tegelijkertijd opgevijzeld. Ook is in dat jaar de Hertogmolen ernaast geplaatst.